# Lars Amend
Lars Amend (* 1978 in Gießen) ist ein deutscher Autor. Er wurde vor allem durch sein Buch und den gleichnamigen Film Dieses bescheuerte Herz bekannt. Lars ist der Bruder des Journalisten Christoph Amend.

## Leben
Nach seinem Abitur wanderte er zunächst mit 18 Jahren nach London aus. Mit Anfang 20 arbeitete er als Musikredakteur und Journalist. Amend war unter anderem für hr XXL, YOU FM, VIVA, Radio Fritz, das Jetzt-Magazin und den Berliner Tagesspiegel tätig. 2008 gab er sein Schriftsteller-Debüt und veröffentlichte gemeinsam mit Bushido das gleichnamige „autobiografische“ Buch Bushido. Dieses lag bald darauf auf Platz 1 der Spiegel-Bestsellerliste und zählte zu den meistverkauften Sachbüchern des Jahres. 2010 verfilmte Bernd Eichinger das Buch (u. a. mit Moritz Bleibtreu, Hannelore Elsner, Karel Gott, Uwe Ochsenknecht, Kay One) unter dem Titel Zeiten ändern dich.
Später schrieb er gemeinsam mit dem Scorpions-Gründer Rudolf Schenker das biografische Motivations-Buch Rock Your Life, welches im Februar 2022 überarbeitet veröffentlicht wurde.
Im Jahr 2012 lernte Amend in einem Hamburger Kinderhospiz den herzkranken Daniel Meyer kennen und entschloss sich dazu, dem damals 15-jährigen Jungen seine letzten Wünsche zu erfüllen. Aus diesen Abenteuern entstand 2013 der Spiegel-Bestseller Dieses bescheuerte Herz. Der gleichnamige Film Dieses bescheuerte Herz (u. a. mit Elyas M’Barek in der Rolle von Lars Amend) erschien im Dezember 2017 und wurde nach Fack ju Göhte 3 mit über 2 Millionen Besuchern der erfolgreichste deutsche Kinofilm des Jahres.
Gemeinsam mit Daniel Aminati betreibt Amend den Podcast Die Glücksritter, dessen erste Ausgabe im Dezember 2017 auf Platz 1 der deutschen iTunes-Charts debütierte.
2022 setzt sich Amend mit UN Women Deutschland als Orange-the-World-Botschafter gegen Gewalt gegen Frauen ein.

## Werke (Auszug)

### Als Hauptautor
- Where Is The Love?: Wie ich mich auf die Suche nach der Liebe machte, Kailash Verlag, März 2021, ISBN 3-424-63184-1.
- It’s All Good: Ändere deine Perspektive und du änderst deine Welt, Kailash Verlag, München 2019, ISBN 978-3-641-24210-7.
- Why Not? Inspirationen für ein Leben ohne Wenn und Aber, Gräfe und Unzer Verlag, München 2017, ISBN 978-3-8338-6170-3.
- Magic Monday – 52 Gründe morgens aufzustehen, FISCHER Taschenbuch, Berlin 2015, ISBN 978-3-596-03357-7.
- Dieses bescheuerte Herz: Über den Mut zu träumen, Lars Amend, Daniel Meyer, FISCHER Verlag, Frankfurt 2013, ISBN 978-3-10-490881-6.

### Als Co-Autor
- Rock Your Life: Steh zu deinen Träumen und der Erfolg kommt von allein, Rudolf Schenker, Lars Amend, Kailash Verlag, München 2022, ISBN 978-3-424-63230-9
- Wer heilt, hat recht: Chancen und Grenzen der Alternativmedizin, Sven Gottschling, Lars Amend, FISCHER Taschenbuch, Berlin. Veröffentlichung: Februar 2019, ISBN 978-3-10-490898-4.
- Schmerz Los Werden: Warum so viele Menschen unnötig leiden und was wirklich hilft, Sven Gottschling, Lars Amend, FISCHER Taschenbuch, Berlin 2017, ISBN 978-3-596-29922-5.
- Leben bis zuletzt: Was wir für ein gutes Sterben tun können, Sven Gottschling, Lars Amend, FISCHER Taschenbuch, Berlin 2016, ISBN 978-3-10-490898-4.
- Der Verführungscode: So kannst du jede kriegen, Michel Vincent, Lars Amend, Piper Verlag, München 2014, ISBN 978-3-492-30546-4.
- Mit einem Bein im Modelbusiness: Wie ich trotz Handicap zum Model wurde, Mario Galla, Lars Amend, Random House, München 2011, ISBN 978-3-641-06251-4.
- Rock Your life: der Gründer und Gitarrist der Scorpions verrät sein Geheimnis: mit Spaß zu Glück und Erfolg, Rudolf Schenker, Lars Amend, mvgverlag, München 2009, ISBN 978-3-86882-966-2.
- Bushido, Bushido, Lars Amend, riva Verlag, München 2008, ISBN 978-3-86883-473-4.